# Senotainia ulukitkani
Senotainia ulukitkani är en tvåvingeart som beskrevs av Kolomiets 1979. Senotainia ulukitkani ingår i släktet Senotainia och familjen köttflugor. Inga underarter finns listade i Catalogue of Life.